# Rod (plantedel)
 For alternative betydninger, se Rod. (Se også artikler, som begynder med Rod)
Roden er de højere planters underjordiske plantedel. Roden tjener flere formål:
1. Den skaffer planten forankring i jorden
2. Den optager vand fra jorden
3. Den optager mineralske gødningsstoffer fra jorden
4. Den tjener som transportvej for vand og gødningsstoffer
5. Den tjener som transportvej for sukker og andre organiske stoffer
6. Den tjener som oplagringsorgan for stivelse

Udsivninger fra roden kaldes eksudater.
Rødderne findes i to former: de fine og de grove. 

## Grove rødder
De grove rødder er i virkeligheden blot fine rødder, som har haft held til at forvedde og blive ældre. Disse gamle rødder tjener tre formål for træer, buske og stauder:
- de holder planten fast i jorden
- de danner transportvej for sukker m.m., som kommer ned fra bladene
- de danner den første del af transportvejen mellem finrødderne og toppen.

Rødderne er beklædt med en lidt speciel, ret jævn og skællet bark. Indeni består de af et løst ved, der indeholder store mængder oplagret stivelse, så disse rødder er et skatkammer af næring.
Derfor er det også klart, at alle de organismer, der kan komme til det, vil invadere rødderne gennem sår og skrammer. Den situation er dog ikke ny for planterne, så de klarer som regel disse angreb ved at skodde de sårede dele af. På den måde bliver store dele af rodsystemet opgivet og overladt til alle dem, der kan bruge det som føde. Og det er der mange, der kan, men der er heldigvis endnu flere, der lever af snylterne!

## Fine rødder
Hovedparten af planternes rodnet består dog af de sarte, hvide finrødder. Ca. 90% af rodnettet bliver det til. Og de er også den mest aktive del af rodnettet: det er dér, der er vækst; det er dér, der sker optagelse af mineraler; og det er dér, den store del af åndingen foregår. Men åndingen betyder et konstant forbrug af ilt, og det kan kun finde sted øverst i jorden. Derfor findes finrødderne mest i de allerøverste lag af jorden. De er faktisk enige med dyrene om, at dette sted er bedst egnet for liv. Problemet er bare, at den øverste del af jorden også er mest udsat for udsving i temperatur og fugtighed. Det betyder, at mange finrødder kun lever kort. Adskillige planter har ligefrem perioder med rodvækst, der bliver afløst af perioder med tab af finrødder, – også uden at planten fejler det mindste.
Alle de afkastede, døde rødder er et godt fødegrundlag for både svampe, bakterier og dyr af alle slags. De danner simpelthen grundlaget for masser af fødenet i jordbunden. Men selv de levende, sunde rødder giver også mad til livet i jorden. I de senere år har man afsløret, at der siver masser af stoffer ud af rødderne. De stoffer tiltrækker liv, for de kan ædes, men de virker også som signaler om, at her kommer den bestemte type plantes rod voksende frem. 
Det mærkelige er, at signalstofferne ikke er simple og små molekyler. Der siver også mere komplicerede stoffer ud af rødderne. Og mange livsformer i jorden er nøje knyttet til bestemte planters rødder. Det er oplagt, at gentagen dyrkning af bestemte arter vil lokke flere og flere af disse arters rodsnyltere til at angribe kulturerne. Her finder man også det logiske grundlag for sædskiftefordele og for et problem som "jordtræthed".